# Atomic Opera
Atomic Opera ist eine christliche Progressive-Rock-Band aus Texas.

## Bandgeschichte
Frank Hart gründete Atomic Opera im September 1991 zusammen mit Jonathan Marshall (Gitarre), Len Sonnier (Bass) und Mark Poindexter (Schlagzeug). Die Band spielte noch ohne Album als Vorband für King’s X. Erste Demos entstanden zwischen 1992 und 1993. Das erste Album For Madmen Only erschien 1994 über das Label Collision Arts mit einem Vertriebsdeal bei Sony BMG. Die Band spielte anschließend als Vorband von Dio auf der Tour zu Strange Highways. Kurz darauf wird jedoch Collision Arts aufgelöst.
Die beiden Nachfolger Penguin Dust (1997) und Alpha & Oranges (1999) erschienen im Eigenvertrieb. Während Penguin Dust ein neues Album war, setzte sich Alpha & Oranges aus Songmaterial zusammen, das zwischen 1989, noch vor der gründung der Band, und 1993 entstanden war. Bei beiden Alben spielte Kemper Grabb mit, dessen Band Christian-Rock-Band ArkAngel einen großen Einfluss auf Atomic Opera hatte.
2000 unterschrieb die Band bei Metal Blade Records, wo ihr viertes Album Gospel Cola erschien.

## Musikstil
Der Stil wird verglichen mit King’s X und Galactic Cowboys. Ihre Musik beinhaltet typische Metal-Riffs, wie sie bei Black Sabbath oder Metallica vorzufinden sind, mit einem Mix aus melodiösen Parts die an die Beatles erinnern. Insbesondere das vierte Album enthält stärkere Metal-Elemente, die jedoch mit Gesangsharmonien ausgestattet sind, die eher Metal-untypisch sind. Auch verwendet die Band eher Metal-untypische Instrumente wie Zithern, Bouzoukis oder Okarinen, die der Musik einen eher mittelalterlichen Klang geben. Die Texte beinhalten christliche Motive, unter anderem werden Psalme vertont, aber auch nachdenkliche Texte über Gott in der heutigen Zeit verwendet. Im Lied Jesus Junk werden kommerzielle Interessen im Namen des Christentums kritisiert. Auch Fantasy-Themen werden verwendet. So bezieht sich Winterland von Gospel Cola auf die Narnia-Buchreihe von C. S. Lewis. Auch ein Anti-Abtreibungslied befindet sich auf dem Album. Hinsichtlich der restlichen christlichen Musikszene grenzt sich die Band ab. Sie versteht sich eher als künstlerisch statt missionarisch.

## Diskografie

### Alben
- 1994: For Madmen Only (Collision Arts/Giant Records)
- 1997: Penguin Dust (A Comic Opera Music)
- 1999: Alpha & Oranges (A Comic Opera Music)
- 2000: Gospel Cola (Metal Blade Records)

### Singles
- 1994: Justice
- 1994: Joyride